# Альвиньяно
Альвиньяно (итал. Alvignano) — город в Италии, расположен в регионе Кампания, подчинён административному центру Казерта.
Население составляет 4 951 человек, плотность населения составляет 134 чел./км². Занимает площадь 37 км². Почтовый индекс — 81012. Телефонный код — 00823.